# Caryocar glabrum

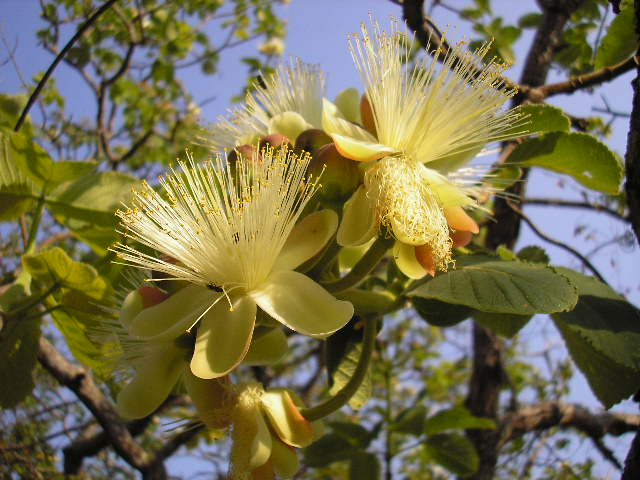
Caryocar brasiliense

Caryocar glabrum es una especie de planta fanerógama del género Caryocar. Es originaria de Sudamérica.
Glucósidos de dihydroisocumarina se pueden encontrar en C. glabrum.

## Descripción
Es un árbol de hasta 40 m de altura. El tronco alcanza hasta 2 m de diámetro, su corteza es fisurada, de color marrón grisáceo y madera de color amarillo pardusco. La hojas compuestas trifolidas. Cada folíolo alcanza entre 7,5 y 15 cm de largo por 3 a 7 cm de ancho, con borde entero y forma elíptica. Inflorescencias en racimos terminales con 10 a 30 flores hermafroditas, de 3 cm de diámetro, pétalos separados y estambres largos. Los frutos son drupas globosas de 5 a 8 cm de diámetro, color marrón, endocarpio leñoso de color pardo mohoso, mesocarpio amarillo claro, grueso, grasoso y carnoso, con hasta 4 lóculos que contienen una semilla aceitosa, blanca, comestible.

## Nombres comunes
Almendra, castañita, cagüí (Colombia); almendro (Perú), jigua (Venezuela)

## Taxonomía
Caryocar glabrum fue descrita por (Aubl.) Pers. y publicado en Synopsis Plantarum 2: 84. 1806.
Variedades
- Caryocar glabrum subsp. parviflorum (A.C.Sm.) Prance & M.F.Silva

Sinonimia
- Caryocar coccineum Pilg.
- Caryocar glabrum subsp. glabrum
- Caryocar tessmannii Pilg.
- Caryocar toxiferum Barb.Rodr.
- Pekea ternata Poir.
- Rhizobolus glaber (Aubl.) Corrêa ex Steud.
- Rhizobolus saouvari Corrêa
- Rhizobolus souari Steud.
- Saouari glabra Aubl.
- Souari glabra Aubl.[6]